# الترخيص الجماعي
يمثل الترخيص الجماعي ضمن ما يسمى رخصة البرمجيات، عملية بيع ترخيص استخدام برنامج حاسوبي واحد على عدد كبير من أجهزة الحاسب الآلي أو الترخيص للإستخدام من قبل عدد كبير من المستخدمين. عادةً ما يكون زبائن مثل هذا النوع من ترخيص البرامج هم مؤسسات أعمال أو مؤسسات حكومية أو تعليمية، مع تباين في أسعار الترخيص الجماعي حسب النوع والكمية ومدة الاشتراك المطبقة. على سبيل المثال، توفر Microsoft البرامج التالية من خلال برامج الترخيص الجماعي وهي Microsoft Windows وMicrosoft Office .
مفتاح الترخيص الجماعي (VLK)، والذي يمكن توفيره لجميع حالات البرنامج الحاسوبي المرخص عادةً ما يكون مضمنًا في الترخيص الجماعي. مع الانتشار لممارسات تزويد البرنامج كخدمة، يقوم عملاء الترخيص الجماعي عوضًا عن ذلك، بتزويد برامجهم ببيانات الاعتماد التي تخص حساب المستخدم الخاص بهم عبر الإنترنت فقط، والتي من الممكن استخدامها في جوانب أخرى من خدمات الإمداد.

## نظرة عامة
عادةً ما يتم توفير مفتاح المنتج مع البرامج الحاسوبية. والتي تعمل بشكل مشابه لعمل كلمة المرور : يقوم البرامج الحاسوبي بالطلب من المستخدم إثبات أحقيته فتكون استجابة المستخدم بتزويد هذا المفتاح. غير أنه يجب استخدام هذا المفتاح مرة واحدة فقط، أي على جهاز حاسب آلي واحد. ومع ذلك يمكن استخدام مفتاح الترخيص الجماعي (VLK) على العديد من أجهزة الحاسب. يمكن أن يقوم البائعين باتخاذ خطوات إضافية لضمان استخدام مفتاح منتجاتهم فقط في الرقم المقصود. يطلق على هذه المساعي تنشيط المنتج .
التراخيص الجماعية ليست دائما قابلة للنقل. على سبيل المثال يمكن نقل بعض أنواع التراخيص الجماعية من Microsoft فقط، من خلال اكمال عملية نقل رسمية، مما يمكّن شركة Microsoft من تسجيل بيانات المالك الجديد. عدد صغير جدًا من بائعي البرامج متخصصين في عمليات الوساطة لمثل عمليات النقل هذه للسماح ببيع التراخيص والمفاتيح. وأبرزها شركة Discount-Licensing، وهي شركة رائدة في بيع التراخيص الجماعية من Microsoft بهذه الطريقة.

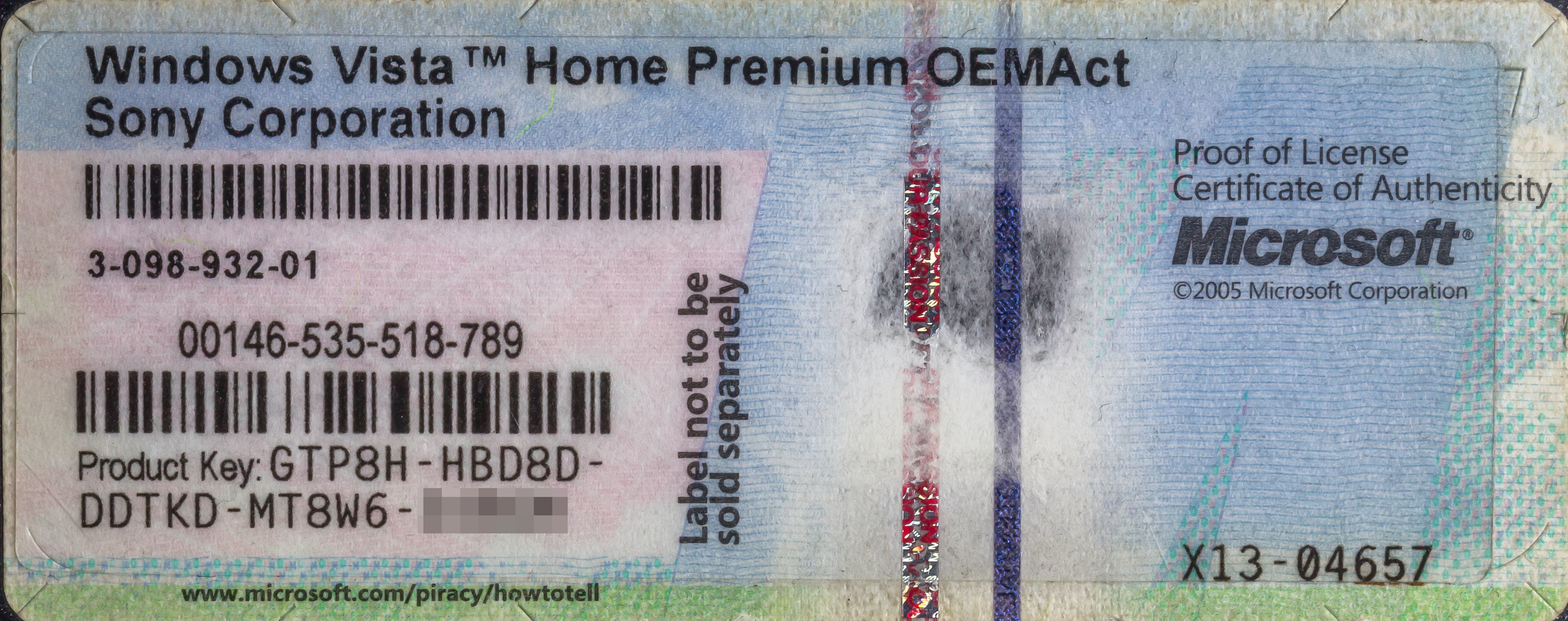
مفتاح المنتج على شهادة الأصالة لـ Windows Vista Home Premium